# البهائية في السويد
بدأت الديانة البهائية في السويد بعد التغطية في القرن التاسع عشر وتبع ذلك العديد من السويديين الأمريكيين الذين التقوا بعبد البهاء في الولايات المتحدة حوالي عام 1912 وكانوا روادًا أو زاروا البلاد بدءًا من عام 1920. بحلول عام 1932 أُنجزت ترجمات الأدب البهائي، وفي حوالي عام 1947 أُنتخبت أول جمعية روحية محلية بهائية في ستوكهولم. في عام 1962 أُنتخبت أول جمعية روحية وطنية في السويد. يزعم البهائيون أن لديهم حوالي 1000 عضو و 25 جمعية محلية في السويد.

## التاريخ المبكر
أول ذكر للدين حدث عندما ظهر كتاب En resa i Persien، الذي نُشر عام 1869، والذي ذكر فيه الباب، الذي يعتبره البهائيون بمثابة المبشر لمؤسس الدين. وقد ذُكر بهاءالله لأول مرة في تقرير منشور عن رحلاته إلى الفارسية في عام 1869 في مجلة Kringsjå رقم 2 بتاريخ 31 يوليو 1896.
كانت راجنا ليني مغنية سوبرانو كلاسيكية من القرنين التاسع عشر والعشرين، ولدت في أوسلو خلال فترة الاتحاد بين السويد والنرويج، ولها جذور سويدية/نرويجية والتي تعرفت على الديانة البهائية بعد انتقالها إلى شيكاغو. سافرت إلى النرويج في عام 1908 على الأقل. ظهرت كبهائية حوالي عام 1908 في الصحف وحتى عام 1916 في مجلة نجم الغرب للبهائيين. كانت حاضرة في مؤتمر عام 1912، الذي حضره عبد البهاء، رئيس الدين آنذاك.
في عام 1912 حضرت لويز م. إريكسون حفل افتتاح أول بيت للعبادة البهائية في الغرب - في شيكاغو، الولايات المتحدة. نُشرت أول مقالة شاملة تتناول الدين في عدد 2 يوليو 1913 من صحيفة أفتونبلاديت. ويتناول تاريخ فترة الباب، من خلال سجن بهاء الله ونفيه، وحرية عبد البهاء وزيارته إلى باريس.

### ألواح عبد البهاء للخطة الإلهية
كتب عبد البهاء، الذي كان آنذاك رئيسًا للدين، سلسلة من الرسائل، أو الألواح، إلى أتباع الدين في الولايات المتحدة في عامي 1916 و1917؛ وقد جُمعت هذه الرسائل معًا في كتاب بعنوان ألواح الخطة الإلهية. كانت الألواح السابعة هي الأولى التي تذكر عدة بلدان في أوروبا بما في ذلك البلدان التي زارها عبد البهاء في عامي 1911 و1912. كُتبت في 11 أبريل 1916، وتأخر عرضها في الولايات المتحدة حتى عام 1919 — بعد نهاية الحرب العالمية الأولى والإنفلونزا الإسبانية. تُرجمت اللوح السابع وتقديمه من قبل ميرزا أحمد سهراب في 4 أبريل 1919، ونشر في مجلة نجم الغرب في 12 ديسمبر 1919.
باختصار، لقد أشعلت هذه الحرب التي تهلك العالم نارًا في القلوب لا توصف. في جميع دول العالم، يستحوذ الشوق إلى السلام الشامل على وعي البشر. ما من روح إلا وتتوق إلى الوئام والسلام. لقد تحققت حالة رائعة من التقبل... لذا، يا مؤمني الله! ابذلوا جهدكم، وبعد هذه الحرب انشروا خلاصة التعاليم الإلهية في الجزر البريطانية، وفرنسا، وألمانيا، والنمسا والمجر، وروسيا، وإيطاليا، وإسبانيا، وبلجيكا، وسويسرا، والنرويج، والسويد، والدنمارك، وهولندا، والبرتغال، ورومانيا، وصربيا، والجبل الأسود، وبلغاريا، واليونان، وأندورا، وليختنشتاين، ولوكسمبورغ، وموناكو، وسان مارينو، وجزر البليار، وكورسيكا، وسردينيا، وصقلية، وكريت، ومالطا، وأيسلندا، وجزر فارو، وجزر شيتلاند، وجزر هيبريدس، وجزر أوركني.

### رواد
وبعد نشر هذه الألواح، بدأ عدد قليل من البهائيين في الانتقال إلى بلدان في مختلف أنحاء أوروبا أو على الأقل زيارتها. أغسطس رود، الذي ولد في فارملاند في 7 أغسطس 1871، أصبح أول رائد بهائي سويدي في يوليو 1920، بإذن من عبد البهاء، عند عودته من كينوشا وشيكاغو، الولايات المتحدة حيث باع هو وإخوته اختراعاتهم. استقر رود في بودا وعمل في مدرسة محلية. وتبعه بعد عام أو عامين إدوارد أولسون. في عام 1923، زارت لويز إريكسون أوغست رود والمعلمة آنا إليزابيث جوستافسون، والتي ربما كانت أول من اعتنق الإسلام في السويد حوالي عام 1920-1922، وأحضرت لهما نسخة من كتاب بهاء الله والعصر الجديد لجون إيسلمونت. تزوج أغسطس وآنا، لكن أغسطس توفي في 13 فبراير 1926. نشرت صحيفة نيا فيرملاندز-تيدنجن رسالة في عددها الصادر في الثاني من مايو عام 1924 بقلم آنا رود. غطت صحيفة هلسينجبورج داجبلاد زيارة مارثا روت إلى السويد حيث شاركت في مؤتمر الإسبرانتو في ستوكهولم. قام روت برحلة عودة تناولتها صحيفة داجبلاد المطبوعة في 31 يوليو 1934. وصل يونس خان أفرختيه، أحد أمناء عبد البهاء سابقًا، إلى أوسلو في سبتمبر 1929. وقد أجرى عدة مقابلات، بما في ذلك على هيئة الإذاعة البريطانية (BBC )، 2. سبتمبر 1929 ومجلة المراجعة الأسبوعية، 5 سبتمبر 1929. في عام 1929، غادرت آنا رود أوسترفالسكوج وانتقلت إلى مالمكوبينج ثم إلى جوتنبرج، حيث تزوجت من البهائي برنارد أرفيد بالمجرين. في أكتوبر 1932 انتقلوا إلى رامين في فارملاند وأكملوا ترجمة ونشر كتاب بهاء الله والعصر الجديد، ثم كتاب الإيقان في عام 1936. في عام 1935، أتيحت للويز إريكسون، أثناء زيارة أخرى إلى السويد، فرصة مقابلة القاضي الرئيسي السابق كارل ليندهاجن، وفي 19 مارس 1935، حظيت بمقابلة مع ولي العهد آنذاك جوستاف أدولف - حسبما ذكرت صحيفة أفتونبلاديت في 21 مارس 1935، توفيت آنا رود بالمجرين في 27 أغسطس 1943. بعد الحرب العالمية الثانية، أشرف شوقي أفندي، رئيس الدين آنذاك، على إنشاء لجنة التعليم الأوروبية التي أشرفت على الرواد في أوروبا. من خلال عملهم، وصلت أميليا بومان إلى ستوكهولم في أكتوبر 1947، وبمساعدة دوروثي بيكر تمكنت من تحقيق انتخاب أول جمعية روحية محلية بهائية في ستوكهولم في عامي 1947 و1948. ثم سافرت بومان إلى جوتنبرج حيث تمكنت مرة أخرى من جمع المجتمع معًا وانتخاب جمعيتها الأولى في عامي 1948-1949 - (انتهت صلاحيتها ولكن أعيد انتخابها في عام 1952.) ثم انتقلت بومان إلى أوسلو بالنرويج في عام 1949 وقضت السنوات الـ 33 التالية في الريادة في مختلف بلدان أوروبا.

## تطوير
انعقد المؤتمر الثالث للتعاليم القارية في ستوكهولم في الفترة من 21 إلى 26 يوليو 1953، حيث أُلقي عدد من المحاضرات لعامة الناس وكذلك للبهائيين بما في ذلك رسالة طويلة من شوقي أفندي والتي حددت أهدافًا مختلفة للمجتمع في جميع أنحاء أوروبا. ومع انتشار الدين في جميع أنحاء الدول الاسكندنافية، وصل الأمر إلى إنشاء جمعية روحية وطنية إقليمية للنرويج وفنلندا والسويد والدنمارك في عام 1957. أُنتخبت الجمعية الروحية الوطنية المنفصلة في السويد لأول مرة في عام 1962. وبحلول نهاية عام 1963، كانت هناك جمعيات روحية محلية في جوتنبرج، ومالمو، وستوكهولم، وأوبسالا. كانت هناك مجموعات أصغر من البهائيين في ألافورس، وبراستاد، وسوندبيبيرج - بالإضافة إلى 16 فردًا معزولًا انتشروا في جميع أنحاء البلاد.

## المجتمع الحديث
منذ نشأتها، كان للدين دور في التنمية الاجتماعية والاقتصادية بدءًا من منح المزيد من الحرية للنساء، وترويج تعليم الإناث باعتباره أولوية، وقد عُبر عن هذه المشاركة عمليًا من خلال إنشاء المدارس والتعاونيات الزراعية والعيادات. ودخل الدين مرحلة جديدة من النشاط عندما صدرت رسالة بيت العدل الأعظم بتاريخ 20 أكتوبر 1983. وحث البهائيين على البحث عن طرق متوافقة مع التعاليم البهائية، والتي يمكنهم من خلالها المشاركة في التنمية الاجتماعية والاقتصادية للمجتمعات التي يعيشون فيها. في عام 1979، كان هناك 129 مشروعًا بهائيًا للتنمية الاجتماعية والاقتصادية معترفًا بها رسميًا في جميع أنحاء العالم. وبحلول عام 1987، ارتفع عدد مشاريع التنمية المعترف بها رسميا إلى 1482 مشروعا. لقد تعهدت الجماعة البهائية السويدية بعدد من المشاريع داخليًا ولصالح الآخرين سواء بشكل جماعي أو فردي. كتب زيد لوندبيرج، وهو طالب في تاريخ الأديان بجامعة لوند، أطروحة ماجستير بعنوان "نهاية العالم البهائية: المفهوم البهائي للوحي التدريجي" ثم واصل كتابة عدد من الأوراق البحثية والتدريس. في عام 2004 بدأ المجتمع بدعم معهد بارلي للتنمية للنساء الريفيات. استضافت الجماعة البهائية السويدية مؤتمر الشباب البهائي الشمالي في عامي 2005 و2009. تُنفذ عدد من المشاريع الصغيرة في ستوكهولم، غوتنبرغ، سيجتونا، وأوبسالا.

### التركيبة السكانية
يزعم البهائيون أن لديهم حوالي 1000 بهائي و25 جمعية محلية في السويد من أوميا في الشمال إلى مالمو في الجنوب. في نوفمبر 2009، ذكرت صحيفة Västerbottens-Kuriren السويدية أن 25 منظمة بهائية محلية غير ربحية غيرت شكلها التنظيمي إلى الطوائف الدينية. صرحت الأمانة المركزية البهائية في ستوكهولم في ذلك الوقت أن الديانة البهائية في السويد تضم 1003 عضوًا. تقدر جمعية أرشيفات بيانات الأديان (بالاعتماد على الموسوعة المسيحية العالمية) عدد البهائيين بنحو 6200 في عام 2005.

## روابط خارجية
- الموقع الرسمي للجمعية الروحية الوطنية في السويد
  - الموقع الرسمي للجنة المدارس التابعة للجمعية الوطنية للمدارس في السويد

قالب:Religion in Sweden